# Dat gaat naar Den Bosch toe

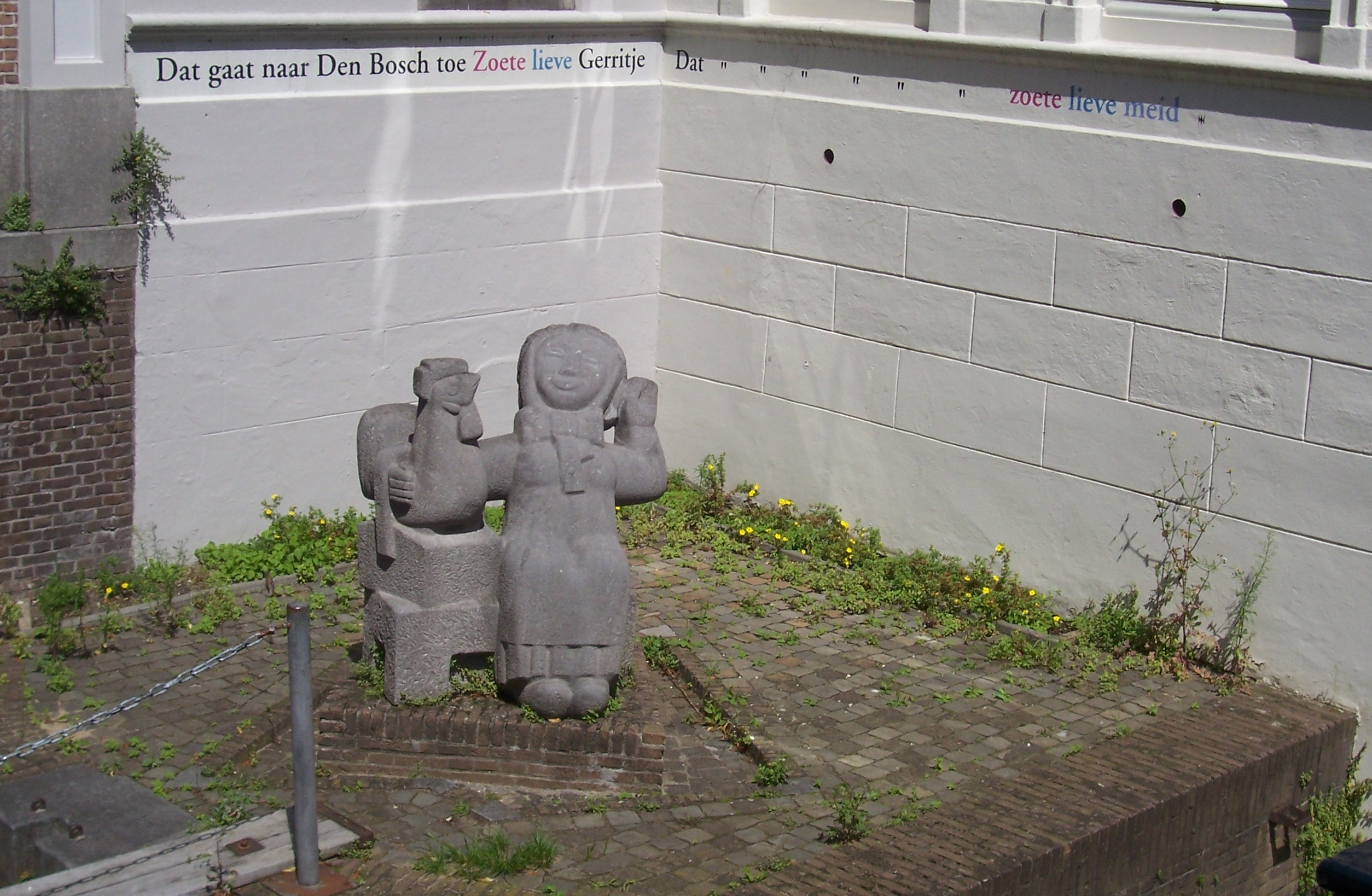
Standbeeld van Zoete lieve Gerritje (Leo Geurtjens, 1958) in 's-Hertogenbosch

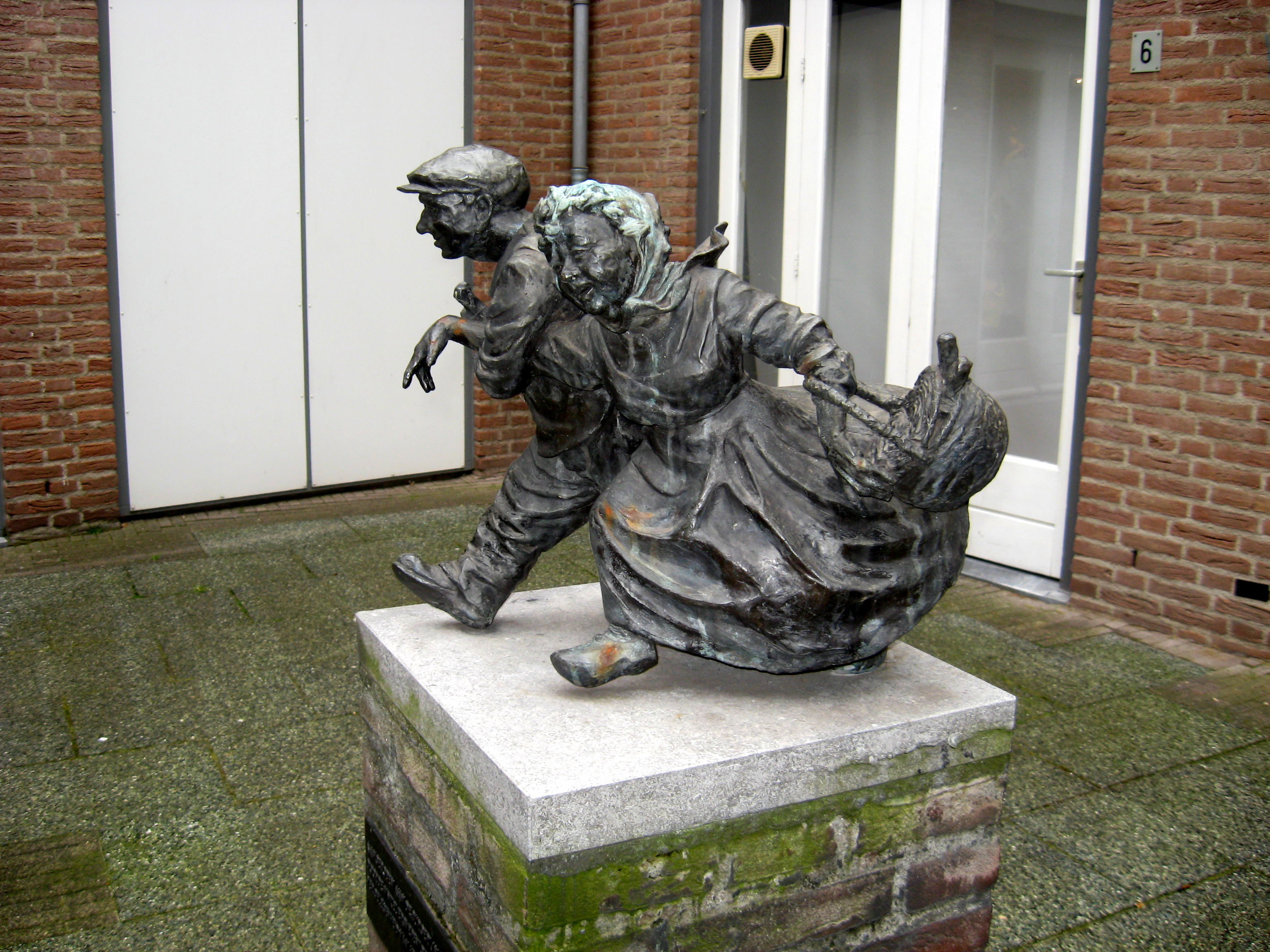
Beeld Dat gaat naar Den Bosch toe (Ed van Rosmalen, 1985) in Lombardje (binnenstad van Den Bosch)

Dat gaat naar Den Bosch toe, ook wel bekend als Zoete lieve Gerritje, is een volksliedje dat betrekking heeft op 's-Hertogenbosch.
De melodie gaat terug op het lied Contre les chagrins de la vie uit de Franse opera Le petit matelot (De kleine matroos), gecomponeerd door Pierre Gaveaux (Parijs, 1796).
Een standbeeld van Zoete lieve Gerritje is te vinden in Den Bosch op de hoek van de Lepelstraat en de Korenbrugstraat, op een verlaagd plateau naast de Binnendieze, midden in het oudste deel van de stad. Het is een voorstelling van een zingend vrouwtje met naast haar een haan.

## Tekst
Volksliedjes kennen, door hun mondelinge overlevering, vaak (regionale en/of tijdgebonden) varianten in zowel tekst als melodie. De huidige tekst van het liedje gaat gewoonlijk als volgt.
Dat gaat naar Den Bosch toe, zoete lieve Gerritje,
Dat gaat naar Den Bosch toe, zoete lieve meid.
Wat zullen wij daar drinken, zoete lieve Gerritje?
Wat zullen wij daar drinken, zoete lieve meid?
Brandewijn met suiker, zoete lieve Gerritje,
Brandewijn met suiker, zoete lieve meid.
Wie zal dat betalen, zoete lieve Gerritje?
Wie zal dat betalen, zoete lieve meid?
Den eerste boer den beste, zoete lieve Gerritje,
Den eerste boer den beste, zoete lieve meid.

### Varianten
De laatste regels worden ook wel vermeld als:
Den boer die wij gaan halen, zoete lieve Gerritje,
Den boer die wij gaan halen, zoete lieve meid.

## Vindplaatsen
De liedbundel De Vrolyke Trompetter, uitgebracht in 1819 door boekdrukker B. Koene aan de Boomstraat te Amsterdam, bevat een 'Nieuw Lied' met de titel Lieve lekkere Gerritje. Het lijkt een voorloper te zijn van het kinderliedje dat nu bekendstaat als Dat gaat naar Den Bosch toe.
Kom laten wy eens drinken, Lieve lekkere Gerritje,
Kom laten wy eens drinken, Zoete lieve meid.
Brandewyn met zuiker, Lieve lekkere Gerritje,
Brandewyn met zuiker, Zoete lieve meid.
Nog een half pintje, Lieve lekkere Gerritje,
Nog een half pintje, Zoete lieve meid.
Wie zal dat betalen? Lieve lekkere Gerritje,
Wie zal dat betalen? Zoete lieve meid.
De eerste boer de beste, Lieve lekkere Gerritje,
De eerste boer de beste, Zoete lieve meid.
Dat gaat na Den Bosch toe, Lieve lekkere Gerritje,
Dat gaat na de Meijery, Zoete lieve meid.
Op de brug staat een soldaat, Lieve lekkere Gerritje,
Op de brug staat een soldaat, Zoete lieve meid.
Nu wil ik hem eens vragen, Zoete lieve Gerritje,
Een kansje met hem te wagen, Zoete lieve meid.
Achter de malle moolen, Lieve lekkere Gerritje,
Achter de malle moolen, Zoete lieve meid.
Komt daar dan iemand kyken, Lieve lekkere Gerritje,
Komt daar dan iemand kyken, Zoete lieve meid.
Gy moet maar op de Wagen, Lieve lekkere Gerritje,
Ik zal er jou op dragen, Zoete lieve meid.
Manke Gerrit met Hansje, Lieve lekkere Gerritje,
Zy houde graag van danssen, Zoete lieve meid.
’t Is van een boeremeisje, Lieve lekkere Gerritje,
Zy houd veel van scheele Gysje, Die zoete lieve meid.
Kom aan dan zoet lief zusje, Nu nog een lekkere zoen,
Onder een lekker kusjen, Kan men ’t makkelyk doen.

In 1827 is het kennelijk al een populair liedje. Dan hoort men een dienstmeisje zingen:
“Dat gaat naar den Bosch toe, lieve lekkere Gerretje! Enz.”.
De oudste bron in de Nederlandse Liederenbank van het Meertens Instituut die het liedje vermeldt, is de liedbundel Gezelschapsliederen Oud en Nieuw, samengesteld door M.A. Brandts Buys van ca. 1875. De tekst is dan vrijwel gelijk aan de huidige tekst, maar de melodie wisselt om de strofe.

## Herkomst

### Matrozen- en drinklied
Begin 19e eeuw wordt al gesproken over een dan al oud en bekend drinklied of matrozenlied, waarbij steeds wordt gevarieerd op tekst en refrein.
In 1824 wordt gezongen: 
laten we nog reis drinken, lieve lekkere Gerritje…

### Rotterdam
In 1829 zingt men in Rotterdam een variant op een toen al bekend liedje:
En dat gaat naar de kerremis, Dat zal eens prettig zijn!
En dat gaat naar de kerremis, Waar woont hier Arlequin.

### West-Indië
In 1842 wordt het oude - bij het laden der West-Indiëvaarders gebruikelijke – matrozenliedje gezongen. Waarbij vervolgens een van de aanwezigen een vers moest improviseren:
Dat gaat naar de West toe, Lieve lekkere Gerritje,
Dat gaat naar de West toe, Lieve, lekkere meid.
Dat deze tekst over Indië oudere wortels kent, doet een vers uit 1781 van Betje Wolff en Aagje Deken vermoeden:
Kom, Jasper, kom, kras, als een vent, Nog eens op jou fiool:
En dat gaat naar Batavia; Al naar Oostindje toe.
En dat ja, ja; en dat ja ja, ´k Ben ´t vaaren nog niet moe

### Duitsland
Dit drinklied is in 1854 ook in Duitsland bekend. Men tekent daar het volgende Trinklied op:
Lott ons noch es trinke, lieve leckre Gerrettje!
Lott ons noch es trinke, lieve süüte meid!
Brandewinn mit sücker, lieve leckre Gerretje!
Brandewinn mit sücker, lieve süüte meid!
Marr wie sall dat betaale, lieve leckre Gerretje!
Marr wie sall dat betaale, lieve süüte meid!
Den ersten buur, den beste, lieve leckre Gerretje!
Den ersten buur, den beste, lieve süüte meid!
In Oud Achterhoeksch Boerenleven beschrijft Hendrik Willem Heuvel een andere variant van het drinklied dat hij omstreeks 1870 in de Achterhoek hoorde zingen:
Komt, laten wij nog eens drinken,
We zijn nu nog bijeen,
Want over honderd jaren,
Dan leeft er van ons geen een.
Geen een van ons allen, zoete lieve Gerritje,
Geen een van ons allen, zoete lieve meid.

### Boerenverhuizing
Jos. Schrijnen schreef in zijn publicatie van 1933 dat het lied in Noord-Brabant een onderdeel is van de vaste gebruiken bij een Noord-Brabantse boerenverhuizing, in Noord-Brabant beter bekend als een traditionele boerenovertrek. In de teksten van tegenwoordig is de relatie met de verhuisdag verdwenen:
Wie zal dat betalen, zoete lieve Gerritje,
De boer die wij gaan halen, zoete lieve meid.
Andere vragen die Gerritje moest beantwoorden luidden: 
Wat zullen wij daar drinken,
Wat zullen wij daar eten.
Deze verwijzen naar de gemeenschappelijke maaltijd die de buren in de nieuwe woonplaats zou worden aangeboden. De antwoorden waren zoet: 
Brandewijn met suiker,
Rijstepap met suiker.

## In populaire cultuur
- In Boudewijn de Groots lied Mensen om me heen (1968) zingt iemand in het achtergrondgeruis op zeker moment "Dat gaat naar Den Bosch toe, zoete lieve Gerritje".
- Dat gaat naar Den Bosch toe is een van de liedjes die cabaretier Toon Hermans in zijn conference Dollen met volksliedjes (1980) parodieerde.